# Blitz (Film)
Blitz ist ein Spielfilm von Steve McQueen aus dem Jahr 2024. Das Drama ist zur Zeit des Zweiten Weltkriegs angesiedelt und hat die Angriffe der deutschen Luftwaffe auf London während der Luftschlacht um England zum Thema („The Blitz“ genannt). Die Hauptrollen übernahmen Saoirse Ronan und der afroeuropäische Nachwuchsdarsteller Elliott Heffernan. Die britisch-amerikanische Koproduktion wurde im Oktober 2024 auf dem London Film Festival uraufgeführt und zeitgleich als internationale Premiere beim Zurich Film Festival gezeigt. Nachdem der Film im November 2024 in vereinzelten Kinos in Deutschland anlief, wurde der Film am 22. November ins Programm des Streaminganbieters Apple TV+ aufgenommen.

## Handlung
London während des Zweiten Weltkriegs: Der 9-jährige George stammt aus der Arbeiterklasse und lebt mit seiner alleinerziehenden Mutter Rita und seinem Großvater Gerald im Osten der Stadt. Als die Angriffe der deutschen Luftwaffe zunehmen, entscheidet sich seine Mutter dafür, ihn zur Sicherheit aufs Land zu schicken. Der trotzige Junge ist jedoch fest dazu entschlossen, Mutter und Großvater in diesen schwierigen Zeiten beizustehen. George begibt sich daraufhin allein auf den abenteuerlichen und gefährlichen Weg aus der englischen Provinz zurück nach Hause. Währenddessen erfährt Rita vom Ausreißen ihres Sohnes und beginnt eine verzweifelte Suche nach ihm.

## Hintergrund
Blitz ist der fünfte Kinospielfilm des britischen Regisseurs Steve McQueen, für das er auch das Originaldrehbuch verfasste und als Mitproduzent fungierte. Das Projekt wurde im November 2021 der Öffentlichkeit bekannt. Neben McQueens eigener Produktionsfirma Lammas Park waren als weitere Produzenten Arnon Milchan, Yariv Milchan und Michael Schaefer vom Unternehmen New Regency, Tim Bevan und Eric Fellner von Working Title Films sowie Anita Overland und Adam Somner an Blitz mitinvolviert. New Regency war auch an der Produktion von McQueens beiden vorherigen Spielfilmen 12 Years a Slave (2013) und Widows – Tödliche Witwen (2018) beteiligt. Im Oktober 2017 war bekannt geworden, dass der Filmemacher einen mehrjährigen Vertrag mit New Regency für weitere Filmproduktionen abgeschlossen hat.
Im Juni 2022 wurde bekannt, dass sich Apple Original Films in einem Bieterwettstreit die weltweiten Vertriebsrechte am Film gesichert hat. Zu dieser Zeit arbeitete McQueen auch an dem Dokumentarfilm Occupied City (2023) für A24, der Amsterdam in der Zeit von 1930 bis zum Zweiten Weltkrieg porträtieren sollte. Im September wurde die Verpflichtung der Schauspielerin Saoirse Ronan als Georges Mutter bekanntgegeben. McQueen und sie arbeiteten das erste Mal an einem Filmprojekt zusammen.
Die Dreharbeiten begannen Anfang Dezember 2022 in London und endeten im April 2023. Zum weiteren Schauspielensemble zählten die britischen Darsteller Harris Dickinson, Benjamin Clementine, Kathy Burke, Paul Weller in der Rolle des Großvaters, Stephen Graham, Leigh Gill, Mica Ricketts, CJ Beckford, Alex Jennings, Joshua McGuire, Hayley Squires, Erin Kellyman und Sally Messham. Der im Kino noch unerfahrene afroeuropäische Jugendliche Elliott Heffernan übernahm die Hauptrolle des George.

## Veröffentlichung
Die Uraufführung von Blitz erfolgte am 9. Oktober 2024 als Eröffnungsfilm der 68. Auflage des London Film Festivals. Es ist das dritte Mal nach Widows – Tödliche Witwen (2018) und Mangrove (2020), dass McQueen mit einer Regiearbeit das wichtigste britische Festival eröffnet. Im Laufe der Jahre waren fünf weitere Werke von ihm im dortigen Programm gezeigt worden. Die internationale Premiere von Blitz fand zur gleichen Zeit in der Schweiz, im Rahmen des 20. Zurich Film Festivals, statt. In Nordamerika wird Blitz erstmals einen Tag später, am 10. Oktober, als Abschlussfilm des 62. New York Film Festivals vorgestellt. Im Verlauf des Oktobers 2024 folgen weitere Aufführungen auf Filmfestivals in Europa (Gent und Leiden) und den USA (Hamptons, Hawaii und Mill Valley).
Mitte September 2024 folgte die Veröffentlichung eines Trailers.
Ein regulärer Kinostart im Vereinigten Königreich und in den USA ist ab dem 1. November 2024 vorgesehen. In den USA erhielt Blitz eine „PG-13“-Altersfreigabe für Kinder, nachdem alle vorherigen Filme McQueens mit dem restriktiveren „R-Rating“ eingestuft wurden, was Kindern und Jugendlichen unter 17 Jahren ohne Begleitung eines Elternteils oder Erwachsenen das Ansehen verbietet. Drei Wochen später, am 22. November, wurde Blitz ins weltweite Programm des Streaminganbieters Apple TV+ aufgenommen.
In Deutschland startete Blitz am 7. November 2024 vereinzelt in Kinos, u. a. in Berlin, Frankfurt am Main und München.

## Rezeption
Auf der Website Metacritic erhielt Blitz eine Bewertung von 76 von 100 möglichen Punkten, basierend auf mehr als einem Dutzend ausgewerteten englischsprachigen Kritiken. Dies entspricht einer grundsätzlich positiven Bewertung („generally favorable“). Auch die Website Rotten Tomatoes fasste den Konsens der englischsprachigen Filmkritik überwiegend positiv zusammen. Dies führte zu einer Durchschnittswertung von 7,6 von 10 möglichen Punkten. Beim Filmdienst schreibt Karsten Munt: "Das opulent ausgestattete Kriegsdrama bildet den Zusammenhalt der Londoner Bevölkerung als einen höchst lebhaften, aber auch fragilen Widerstand ab. Die gesellschaftskritisch ambitionierte Handlung erscheint mitunter formelhaft, gewinnt in brutalen Kippbildern, die dem nostalgischen Glanz die Brutalität von Krieg und Rassismus entgegenstellen, aber eine erstaunliche Kraft."